# Поморские ответы
Поморские ответы (официальное название Ответы пустынножителей на вопросы иеромонаха Неофита) — одно из главных апологетических произведений староверов всех согласий, опубликованное в 1723 году. Авторство считается коллективным, но определённое первенство всё же принадлежит Андрею Денисову. Объём ответов составил 366 листов (732 с.).

## Предыстория
В 1722 году в Выговскую старообрядческую беспоповскую общину для проведения диспутов о вере был отправлен иеромонах Российской Православной церкви Неофит, написавший сборник из 106 вопросов, составленных в полемической форме.

## История написания и опубликования
Ответы на эти вопросы были составлены под руководством братьев Андрея и Семёна Денисовых (в основном Андрея Денисова), основателей поморской Выгорецкой пустыни, около 1723 года.
Два первых экземпляра рукописи «Ответов», очевидно, были готовы уже к 21 июня 1723 года и оба сданы в канцелярию Петровских заводов в Олонце: для «господина присланного учителя иеромонаха Неофита» и «для хранения в Канцелярии заводов». Оригинал подписан девятью уполномоченными: Даниилом Викуловым, Ипатием Ефремовым, Петром Ануфриевым, Михаилом Андреевым, Ильёй Ефремовым, Иваном Михайловым, Павлом Дементиевым, Севастьяном Савиновым вместо Матвея Яковлева и Титом Евсевьевым вместо Антония Лукина.
Опровержение «Поморских ответов», по поручению Св. Синода, было составлено архиепископом Тверским Феофилактом под заглавием «Неправда раскольническая, которую на себя объявили выгорецкие пустосвяты в ответах на вопросы, поданные им от честного иером. Неофита» (сохранилось в рукописи). В 1745 году это сочинение было переработано Арсением Мацеевичем и издано под названием «Обличение неправды раскольнической».

## Содержание
«Поморские ответы» представляют собой выдающееся для того времени полемическое сочинение, авторы показали способность подмечать слабые стороны оппонента, умело использовали приёмы критического анализа, использован огромный объём литературных, исторических и иконографических источников. В то же время произведение обладает несомненными достоинствами как литературная и богословская работа.
В «Поморских ответах» был проведён первый в русской истории палеографический анализ исторического документа: блестяще была доказана подложность так называемого «Соборного деяния на еретика арменина на мниха Мартина», приводимого Российской Православной церковью в качестве одного из центральных доказательств истинности и древности «новых обрядов» и относимого к XII веку.
- 1. (А) О православности веры древнероссийской церкви православной веры
- 2. (В) О всесоборном согласии древнероссийской церкви
- 3. (Г) О случившихся в России раздорах противников Восточной Церкви
- 4. (Д) О согласии древнероссийской церкви с восточною
- 5. (Е) О двуперстном сложении на крестное знамение и благословение, которое неизменно соблюдалось от крещения Руси до патриарха Никона
- 6-10. О новизне троеперстного сложения
- 11-13 (AI). Двумя перстами креститься есть обычай древний и православный.
- 14-15. О том, что два перста символизируют два естества во Христе.
- 16-20 (ЖI). О всесогласном в древнероссийской и восточной церкви пении сугубой аллилуйи.
- 21-24 (КА). О преподобном Максиме Греке, который был православным.
- 25 (КЕ). О согласии всероссийском до Стоглавого собора.
- 26-35. О правлении книжных описей до московского патриарха Никона.
- 36-39. О книгах Кирилла Иерусалимского.
- 40 (М). О том, сколькими перстами повелел креститься Феодорит.
- 41 (МА). О том, сколькими перстами повелел креститься Мелетий.
- 42-47. О крестном знамении согласно Стоглавому собору.
- 48 (МИ). В православии ли ныне пребывает церковь великороссийская?
- 49-50. Новизна и изменения великороссийской церкви: об отказе от двуперстного крестного знамения, о порицании арианством, македонианством, арменством и несторианством, об отказе от трёхчастной формы креста, об изменении ангельской песни аллилуйя, об имени «Исус», о земных поклонах, о зачатии человечества, о воскресении мёртвых, об иконах, о пении, об изменении в чине крещения (об обливаемом крещении), об изменении хождения по солнцу.
- 51 (НА). О нововведениях («новостех») и спасении от них.
- 52 (НВ). Об императорском величии и Синоде.
- 53 (НГ). О том, почему Стоглавый собор трёхкратную аллилуйю латинством нарёк.
- 54-62. Об изменении числа просфор с 7 до 5. О печати на просфорах двухчастной формы креста вместо трёхчастной.
- 63-71. О восьмиконечном кресте, об древнем обычае полагать его на просфиры, о его превосходстве над двухчастным крестом (крыжем).
- 72-74. О великом государе царе Алексее Михайловиче.
- 75-76. О новопреданных догматах.
- 77-78. О древнецерковном благочестии.
- 79-84. Об исправлении книг Никоном.
- 85-87. О Соборе после Никона и о низвержении Никона.
- 88 (ПИ). О государях Фёдоре и Иоанне Алексеевичах.
- 94-98. О нововведениях.
- 99. Об обещании Христа быть до скончания века.
- 101 (РА). О том, что вера православная и Церковь может и без священников и видимой церкви пребывать и спасать. «Кафолическая церковь не стенами и столпами утверждается, но православной верой и житием благочестивым»
- 102—103. О крещении по нужде, на основе Предания о совершении крещения иноками и дьяконами, которые не были возведёнными в сан.
- 105 (РЕ). О приемлющих попечение о спасении других. Примером для старообрядцев здесь становится Антоний Великий, который стал иноком и духовным учителем без особого рукоположения видимой церкви. «Вспоминаем Пахомия Великого, который стал пастырем, не имея священнического сана». В качестве возможности проведения исповеди мирянином старообрядцы ссылаются на слова апостола Иакова (Иак. 5:16)
- 106 (PS). О вере православной. Современная «Восточная церковь» Константинопольского патриархата, по мнению старообрядцев, «изнасилована агарянами», которые суть ученики Мухаммеда (Моамефа) — лжепророка и предтечи антихриста. Вера же православнокафолическая заключается в двоеперстии, полагании восьмиконечного креста на просфоры и пении сугубой аллилуйи.

## Оригинал рукописи
Оригиналы рукописей «Поморских ответов», поданные Петру I и Неофиту, находились в собрании московского старовера Егора Егорова, которое ныне хранится в отделе рукописей Российской государственной библиотеки.

## Издания
- Поморские ответы. [Б.м.]: Издание Мануиловского Никольского монастыря, 1884. Нелегальное старообрядческое издание, осуществленное священноиноком Арсением (Швецовым), будущим епископом Уральским и Оренбургским. Текст на церковно-славянском языке. В 2016 г. Музейно-библиотечно-архивным отделом Митрополии Московской и всея Руси Русской Православной старообрядческой Церкви эта книга переиздана репринтным способом, кроме того, осуществлено её переложение на современный русский язык, составившее отдельный второй том. См.: Поморские ответы [Текст] : [в 2 кн.] / [пер., подгот. текста к изд., примеч. В. В. Боченкова]. — Москва : Криница, 2016. — 21 см. — (Серия «Наследие старообрядческих апологетов, начетчиков, писателей»).; ISBN 978-5-9907762-0-3 (Кн. 1), ISBN 978-5-99-07762-2-7 (Кн. 2).
- Поморские ответы. М.: Типография П. П. Рябушинского, 1911
- Поморские ответы. М.: Христианская типография при Преображенском богадельном доме, 1911
- Поморские ответы: Русская православная старообрядческая церковь, Митрополия Московская и всея Руси, Архив, Библиотека редких книг и рукописей («Рогожское книгохранение»); [переложение на современный русский язык и вступительная статья В. Боченкова]. — Калуга : Фридгельм, 2022. — 318 с. — (Серия «Наследие старообрядческих апологетов, начетчиков, писателей»). — ISBN 978-5-905756-67-2